# دون بيرسون
دون بيرسون هو سياسي أمريكي، ولد في 11 أكتوبر 1925، وتوفي في 30 مارس 1996.